# 디지털 몬스터

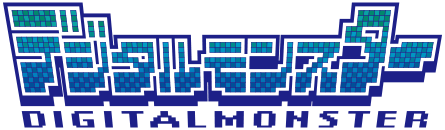
디지털 몬스터

디지털 몬스터(일본어: デジタルモンスター)는 일본의 위즈에서 기획, 개발하고 거대 완구기업인 반다이에서 발매한 휴대육성 게임기를 지칭하거나 이를 바탕으로 제작된 캐릭터들을 통칭하는 말이다. 약칭은 디지몬(일본어: デジモン)이다.

## 개요
1997년에 몬스터를 육성하는 휴대용 게임기 《디지털 몬스터》 제1탄이 발매된다. 반다이는 성공작이었던 다마고치에 배틀 요소를 넣어서 남자아이들을 대상으로한〈싸우는 다마고치〉를 만들기로 한다. 발매 이후, 곧장 히트하지는 않았지만 계속해서 시리즈가 발매되면서 초중학생을 중심으로 인지도와 인기가 갖게 된다.
휴대용 게임기만이 아니라 〈디지몬 월드 시리즈〉와 같은 가정용 게임에 트레이딩 카드 게임등의 미디어믹스 전략으로 그 인기를 더욱 탄탄히 굳혔었다.
상승세를 타 애니메이션이 나오게 되었으며 2002년까지 애니메이션 중심의 미디어 믹스가 지속되었고 액정완구 붐이 꺼지며 전성기가 지났음에도 휴대용 게임기의 인기가 완전히 떨어지기 이전인 2003~2004년까지는 괜찮은 성과를 거두었었다.
최근 그 인기는 과거만큼은 아니지만 현재까지도 새로운 시리즈가 제작되고 있으며, 예상치도 못한 디지몬의 존재가 많아서 정확한 수를 가늠하기는 힘들지만 약 1000마리를 훌쩍 넘는 디지몬이 존재한다.

## 상품으로서의 디지털 몬스터

### 오리지널 상품
다마고치와 유사하다.

### 디지바이스
디지몬을 진화시킬 수 있으며, 통신과 위치추적이 가능함.만보기기능이 추가되어,모험을 바탕으로
만들어진 다마고치.

## 픽션으로서의 디지털 몬스터
2차 작품에 관해
- 위즈가 고안한 공식설정을 기초로 하고 있지만 각종 게임이나 애니메이션, 만화, 게임 등에 따라서 독자적인 해석이 더해져 세세한 설정에 손이 더해진 것과 오리지널 설정을 그대로 전개한 것이 존재.
- 복수의 작품에서 같은 종, 다른 개체의 디지몬이 등장하는 일도 많아 어떤 의미에서 스타 시스템으로 볼 수 있다.

### 원작 스토리
위즈와 반다이가 고안한 휴대용 액정완구를 꾸며주는 공식 설정과 세계관의 이야기. 최초엔 큰 서사는 없는 캐릭터 설정이 대다수였지만 디지털 몬스터 Ver. S를 시작으로 각종 이야기와 설정들이 추가되고 미디어 믹스가 활발해진 시점엔 도감과 카드게임 등을 통해서도 조금씩 전개,  X항체의 이야기인 디지몬 크로니클에선 본격적으로 원작의 설정과 세계관을 중심으로 스토리를 내었다. 액정완구에 포함된 해설집과 만화 그리고 카드게임과 웹 사이트, V점프 잡지 등을 통해서 전개. 이후 디지몬 액셀에서도 디지몬들 설정에 몇몇 서사들이 적혀 있었으며 디지몬 배틀터미널 02에선 액정완구인 디지몬 트윈과 세계관을 연동하며 다시 원작의 이야기를 전개했었다.

### 애니메이션
모든 작품을 도에이 애니메이션에서 제작했다. 디지몬 세이버즈까지는 후지 TV 계열에서 통산 253회 방송되었다. 기본적으로는 4월 첫째주에 방영하지만 예외로 디지몬 어드벤처는 3월 첫째주, 디지몬 크로스워즈는 7월 첫째주에 방영을 시작했다. "DIGITAL MONSTER X-evolution"은 2005년 1월에 스페셜 방송되었다. 디지몬 크로스워즈는 시리즈 처음으로 아사히 TV 계열에서 저녁시간에 편성되기도 했다. 2016년 10월부터 2017년 9월까지 디지몬 유니버스 애플리 몬스터즈는 TV 도쿄 계열에서 방송되었다. 2020년 4월부터 2021년 9월까지 디지몬 어드벤처:는 후지 TV 계열에서 방송되었다. 2021년 10월부터 2023년 3월까지 디지몬 고스트 게임은 후지 TV 계열에서 방송되었다. 2025년 10월부터 디지몬 비트브레이크가 방영될 예정이다.
TV 애니메이션은 디지털 몬스터 설정에 대한 원작은 존재하지만 스토리 측면에서 원작은 존재하지 않고, 애니메이션 제작자의 의도가 반영되기 쉬운 도전작품이 되기 쉽다.

#### TV 시리즈
| #  | 작품명                          | 방송년도 (일본)                   | 방송년도 (한국)                   | 방송화수 |
| -- | ------------------------------- | --------------------------------- | --------------------------------- | -------- |
| 1  | 디지몬 어드벤처                 | 1999년 3월 7일 ~ 2000년 3월 26일  | 2000년 11월 7일 ~ 2001년 5월 14일 | 54화     |
| 2  | 파워 디지몬                     | 2000년 4월 2일 ~ 2001년 3월 25일  | 2001년 5월 14일 ~ 12월 17일       | 50화     |
| 3  | 디지몬 테이머즈                 | 2001년 4월 1일 ~ 2002년 3월 31일  | 2002년 1월 14일 ~ 2003년 1월 20일 | 51화     |
| 4  | 디지몬 프론티어                 | 2002년 4월 7일 ~ 2003년 3월 30일  | 2003년 7월 14일 ~ 11월 5일        | 50화     |
| 5  | 디지몬 세이버즈                 | 2006년 4월 2일 ~ 2007년 3월 25일  | 2009년 8월 31일 ~ 12월 16일       | 48화     |
| 6  | 디지몬 크로스워즈               | 2010년 7월 6일 ~ 2012년 3월 25일  | 2012년 5월 7일 ~ 2013년 5월 23일  | 79화     |
| 7  | 디지몬 유니버스 어플리 몬스터즈 | 2016년 10월 1일 ~ 2017년 9월 30일 | 2019년 1월 25일 ~ 7월 19일        | 52화     |
| 8  | 디지몬 어드벤처:                | 2020년 4월 5일 ~ 2021년 9월 26일  | 2022년 3월 21일 ~ 8월 30일        | 67화     |
| 9  | 디지몬 고스트 게임              | 2021년 10월 3일 ~ 2023년 3월 26일 | 2022년 8월 2일 ~ 2023년 10월 3일  | 67화     |
| 10 | 디지몬 비트브레이크             | 2025년 10월 5일 ~ (예정)          | 미정                              |          |

#### 극장판
| #   | 작품명                                      | 개봉일 (일본)    | 상영시간 | 흥행수입  | 감독              |
| --- | ------------------------------------------- | ---------------- | -------- | --------- | ----------------- |
| 1   | 디지몬 어드벤처                             | 1999년 3월 6일   | 20분     | 9억엔     | 호소다 마모루     |
| 2   | 디지몬 어드벤처: 우리들의 워 게임!          | 2000년 3월 4일   | 40분     | 21.66억엔 | 호소다 마모루     |
| 3   | 파워 디지몬 극장판 - 황금의 캡슐 진화       | 2000년 7월 8일   | 60분     | 12.7억엔  | 야마우치 시게야스 |
| 4   | 파워 디지몬 극장판 - 디아블로몬의 역습      | 2001년 3월 3일   | 30분     | 30억엔    | 이마무라 타카히로 |
| 5   | 디지몬 테이머즈 극장판 - 모험자들의 싸움    | 2001년 7월 14일  | 50분     | 10억엔    | 이마자와 테츠오   |
| 6   | 디지몬 테이머즈 극장판 - 폭주 디지몬 특급   | 2002년 3월 2일   | 30분     | 20억엔    | 나카무라 테츠지   |
| 7   | 디지몬 프론티어 극장판 - 고대 디지몬의 부활 | 2002년 7월 20일  | 40분     | 4.6억엔   | 이마무라 타카히로 |
| 8   | 디지몬 세이버즈 궁극파워 버스트 모드 발동   | 2006년 12월 9일  | 20분     | 3억엔     | 나가미네 타츠야   |
| 9-1 | 디지몬 어드벤처 tri 제1장: 재회             | 2015년 11월 21일 | 80분     | 2.5억엔   | 모토나가 케이타로 |
| 9-2 | 디지몬 어드벤처 tri 제2장: 결의             | 2016년 3월 12일  | 75분     | 1.65억엔  | 모토나가 케이타로 |
| 9-3 | 디지몬 어드벤처 tri 제3장: 고백             | 2016년 9월 24일  | 106분    | 1.35억엔  | 모토나가 케이타로 |
| 9-4 | 디지몬 어드벤처 tri 제4장: 상실             | 2017년 2월 25일  | 82분     | 1.23억엔  | 모토나가 케이타로 |
| 9-5 | 디지몬 어드벤처 tri 제5장: 공생             | 2017년 9월 30일  | 89분     | 1.05억엔  | 모토나가 케이타로 |
| 9-6 | 디지몬 어드벤처 tri 마지막장: 우리들의 미래 | 2018년 5월 5일   | 98분     | 1.12억엔  | 모토나가 케이타로 |
| 10  | 디지몬 어드벤처 라스트 에볼루션: 인연       | 2020년 2월 21일  | 94분     | 3.1억엔   | 타구치 토모히사   |
| 11  | 극장판 파워 디지몬 더 비기닝                | 2023년 10월 27일 | 80분     | 1.54억엔  | 타구치 토모히사   |